# Чемпионат Латвии по русским шашкам среди женщин 2013
Чемпионат Латвии по русским шашкам среди женщин 2013 прошёл в сентябре по двухкруговой системе.  В турнире приняли участие 6 спортсменок. Чемпионкой страны стала Регина Пиронен.

## Результаты
| Место | Участник       | Очки | выигр. | ничьи | пораж. |
| ----- | -------------- | ---- | ------ | ----- | ------ |
| 1     | Регина Пиронен | 17   | 7      | 3     | 0      |
| 2     | Антра Валнере  | 16   | 6      | 4     | 0      |
| 3     | Зоя Увачан     | 13   | 5      | 3     | 2      |
| 4     | Ю. Корнилова   | 7    | 2      | 3     | 5      |
| 5     | Mария Нереда   | 4    | 1      | 2     | 7      |
| 6     | И. Иванова     | 3    | 1      | 1     | 8      |